# NGC 4499
NGC 4499 é uma galáxia espiral barrada (SBbc) localizada na direcção da constelação de Centaurus. Possui uma declinação de -39° 58' 57" e uma ascensão recta de 12 horas, 32 minutos e 04,9 segundos.
A galáxia NGC 4499 foi descoberta em 5 de Junho de 1834 por John Herschel.